# Stijn Wuytens
Stijn Wuytens (Eksel, 8 ottobre 1989) è un calciatore belga, centrocampista o difensore del Lommel.

## Carriera

### Club
Comincia la propria carriera nelle giovanili del Genk per poi trasferirsi nel 2001 al settore giovanile del PSV.
Il suo debutto con la prima squadra avviene nella partita valida per l'assegnazione della Johan Cruijff Schaal del 2008 contro il Feyenoord. Segna il suo primo gol in Eredivisie il 27 settembre 2008 contro il Volendam.
Il 2 febbraio 2009 viene ceduto in prestito al De Graafschap con cui disputa il resto della stagione, per poi tornare al PSV.

### Nazionale
Ha giocato nelle nazionali giovanili belghe Under-19 ed Under-21.

## Palmarès

### Club

#### Competizioni nazionali
- Coppa dei Paesi Bassi: 1

PSV: 2011-2012
- Supercoppa dei Paesi Bassi: 1

PSV: 2008
- Eerste Divisie: 1

Cambuur: 2013-2014